# Bytosch
Bytosch (russisch Бытошь) ist eine Siedlung städtischen Typs in Russland.
Bytosch hat 4255 Einwohner (Stand 14. Oktober 2010) und liegt im Rajon Djatkowo im Norden der Oblast Brjansk. Es befindet sich etwa 60 km Luftlinie nordnordwestlich des Oblastzentrums Brjansk und 30 km nordwestlich des Rajonverwaltungssitzes Djatkowo am Flüsschen Bytoschka, das über die Wetma zum Dnepr-Nebenfluss Desna abfließt.
Bevölkerungsentwicklung
| Jahr | Einwohner |
| ---- | --------- |
| 1939 | 6276      |
| 1959 | 7325      |
| 1970 | 7212      |
| 1979 | 6058      |
| 1989 | 5341      |
| 2002 | 4515      |
| 2010 | 4255      |

Anmerkung: Volkszählungsdaten

## Persönlichkeiten
- Frances Külpe (1862–1936), deutschbaltische Schriftstellerin